# Hervin Ongenda
Hervin Ongenda (Parijs, 24 juni 1995) is een Frans voetballer van Congolese afkomst die bij voorkeur als aanvaller speelt. Hij was Frans jeugdinternational.

## Carrière
Ongenda stroomde door vanuit de jeugd van Paris Saint-Germain, waarvoor hij op 3 augustus 2013 debuteerde in het eerste elftal. De Parijse ploeg speelde die dag de wedstrijd om de Trophée des Champions van dat jaar tegen Girondins Bordeaux. Ongenda viel na 73 minuten in voor Javier Pastore. Acht minuten later scoorde hij de gelijkmaker voor PSG. In de 96e minuut scoorde Alex het winnende doelpunt voor PSG. Ongenda debuteerde op 9 augustus 2013 in de Ligue 1, tegen Montpellier HSC. Hij viel na 76 minuten in voor Marco Verratti. Op 18 maart 2014 kreeg hij een contractverlenging tot medio 2017. Ongenda tekende op 24 januari 2017 een contract tot medio 2020 bij PEC Zwolle. Daar kwam hij in het volgende halfjaar tot 58 speelminuten verdeeld over drie competitiewedstrijden. PEC Zwolle en Ongenda ontbonden in juli 2017 in onderling overleg zijn contract. In 2018 speelde hij eerst kort in Spanje voor Real Murcia en sinds de zomer van dat jaar komt hij uit voor het Roemeense FC Botoșani.

## Carrièrestatistieken
| Seizoen                    | Club                | Competitie      | Competitie | Competitie | Beker | Beker | Internationaal | Internationaal | Overig | Overig | Totaal | Totaal |
| Seizoen                    | Club                | Competitie      | Wed.       | Dlp.       | Wed.  | Dlp.  | Wed.           | Dlp.           | Wed.   | Dlp.   | Wed.   | Dlp.   |
| -------------------------- | ------------------- | --------------- | ---------- | ---------- | ----- | ----- | -------------- | -------------- | ------ | ------ | ------ | ------ |
| 2012/13                    | Paris Saint-Germain | Ligue 1         | 0          | 0          | 1     | 0     | 0              | 0              | 0      | 0      | 1      | 0      |
| 2013/14                    | Paris Saint-Germain | Ligue 1         | 6          | 0          | 1     | 0     | 0              | 0              | 1      | 1      | 8      | 1      |
| 2014/15                    | Paris Saint-Germain | Ligue 1         | 0          | 0          | 0     | 0     | 0              | 0              | 1      | 0      | 1      | 0      |
| 2014/15                    | → SC Bastia         | Ligue 1         | 16         | 0          | 3     | 0     | 0              | 0              | 0      | 0      | 19     | 0      |
| 2015/16                    | Paris Saint-Germain | Ligue 1         | 5          | 1          | 1     | 0     | 0              | 0              | 0      | 0      | 6      | 1      |
| 2016/17                    | Paris Saint-Germain | Ligue 1         | 0          | 0          | 0     | 0     | 0              | 0              | 0      | 0      | 0      | 0      |
| 2016/17                    | PEC Zwolle          | Eredivisie      | 3          | 0          | 0     | 0     | 0              | 0              | 0      | 0      | 3      | 0      |
| Carrière totaal            | Carrière totaal     | Carrière totaal | 30         | 1          | 6     | 0     | 0              | 0              | 2      | 1      | 38     | 2      |
| Bijgewerkt tot 4 juli 2017 |                     |                 |            |            |       |       |                |                |        |        |        |        |

## Interlandcarrière
Frankrijk onder 21
Op 10 oktober 2013 debuteerde Ongenda voor Frankrijk –21, in een kwalificatiewedstrijd tegen Armenië –21 (4–1).
| Interlands van Hervin Ongenda      | Interlands van Hervin Ongenda      | Interlands van Hervin Ongenda      | Interlands van Hervin Ongenda      | Interlands van Hervin Ongenda      | Interlands van Hervin Ongenda      |
| №                                  | Datum                              | Wedstrijd                          | Uitslag                            | Soort Wedstrijd                    | Doelpunten                         |
| Als speler bij Paris Saint-Germain | Als speler bij Paris Saint-Germain | Als speler bij Paris Saint-Germain | Als speler bij Paris Saint-Germain | Als speler bij Paris Saint-Germain | Als speler bij Paris Saint-Germain |
| ---------------------------------- | ---------------------------------- | ---------------------------------- | ---------------------------------- | ---------------------------------- | ---------------------------------- |
| 1.                                 | 10 oktober 2013                    | Armenië – Frankrijk                | 1 – 4                              | Kwalificatie EK –21                | 0                                  |

## Erelijst
Met  Paris Saint-Germain
| Nationaal             |    |                  |
| Landskampioen         | 2x | 2013/14, 2015/16 |
| Coupe de France       | 1x | 2015/16          |
| Coupe de la Ligue     | 1x | 2015/16          |
| Trophée des Champions | 1x | 2016             |